# Vangueria senegalensis
Vangueria senegalensis är en måreväxtart som beskrevs av George Bentham, Joseph Dalton Hooker och William Philip Hiern. Vangueria senegalensis ingår i släktet Vangueria och familjen måreväxter.
Artens utbredningsområde är Senegal. Inga underarter finns listade i Catalogue of Life.